# Crystal Tovar Aragón
Crystal Tovar Aragón (Chihuahua, Chihuahua, México; 23 de enero de 1990) es una política chihuahuense miembro del Partido de la Revolución Democrática. 

## Biografía
Nació en la Ciudad de Chihuahua, Chihuahua el 23 de enero de 1990. Estudió en el Colegio de Bachilleres Plantel 4 y la licenciatura en administración gubernamental en la Universidad Autónoma de Chihuahua de la que se graduó en 2015.
Crystal se ha desempeñado en varios cargos partidarios como consejera nacional y estatal así mismo fue de 2014 a 2016, presidente del Comité Ejecutivo Estatal del PRD en Chihuahua. En 2012 fue elegida diputada plurinominal a la LXII Legislatura en donde formó parte de las comisiones de juventud, justicia, relaciones exteriores, lucha contra la trata de personas y finalmente ciencia y tecnología.
En 2016 fue designada candidata a diputada local por el Distrito 17 Local de Chihuahua para las elecciones de ese año, resultando perdedora pero electa ya que se encontraba en la lista de posiciones plurinominales, tomando protesta como diputada al Congreso de Chihuahua en 1 de octubre de 2016. En 2018 fue elegida candidata del PRD a diputada local por el Distrito 17 Local de Chihuahua por segunda ocasión, pero no fue reelecta.

## Controversias
En 2013, Tovar fue objeto de una polémica generada tras la publicación de una serie de fotografías tomadas en la Cámara de Diputados y que la mostraban usando minifalda, lo que generó la respuesta de legisladoras mujeres en su defensa. 